# 盱眙新四军军部旧址
盱眙新四军军部旧址，位于江苏省淮安市盱眙县黄花塘镇黄花塘村，1982年3月25日公布为江苏省文物保护单位，2019年10月7日公布为第八批全国重点文物保护单位。